# N897 (België)
De N897 is een gewestweg in de Belgische provincie Luxemburg. Deze weg vormt de verbinding tussen Habay-la-Neuve en Les Fossés.
De totale lengte van de N897 bedraagt 16,5 km.

## Plaatsen langs de N897
- Habay-la-Neuve
- Habay-la-Vieille
- Houdemont
- Rulles
- Marbehan
- Mellier
- Les Fossés

## N897a
De N897a is een aftakking van de N897 in Mellier. De route verbindt de N897 met het oude station van Mellier en komt tot aan de spoorwegovergang van spoorlijn 162.
De route heeft een lengte van ongeveer 70 meter.